# Corsica (South Dakota)
Corsica is een plaats (city) in de Amerikaanse staat South Dakota, en valt bestuurlijk gezien onder Douglas County.

## Demografie
Bij de volkstelling in 2000 werd het aantal inwoners vastgesteld op 644.
In 2006 is het aantal inwoners door het United States Census Bureau geschat op 606, een daling van 38 (-5,9%).
Er bevindt zich een Gereformeerde Gemeente (Netherlands Reformed Congregation), deze telt 263 leden (2020) en is momenteel (2020) vacant.

## Geografie
Volgens het United States Census Bureau beslaat de plaats een oppervlakte van
1,7 km², geheel bestaande uit land.

## Plaatsen in de nabije omgeving
De onderstaande figuur toont nabijgelegen plaatsen in een straal van 20 km rond Corsica.